# Nobutaka Taguchi
Nobutaka Taguchi (japonès: 田口信教)  (Saijō, 18 de juny de 1951) és ser un nedador japonès, especialista en braça, que va competir durant les dècades de 1960 i 1970.
Durant la seva carrera esportiva va prendre part en tres edicions dels Jocs Olímpics d'Estiu, el 1968, 1972 i 1976. En les tres edicions va disputar les proves dels 100 i 200 metres braça i els 4x100 metres estils. Els millors resultats els va obtenir el 1972, a Múnic, on guanyà la medalla d'or en els 100 metres braça i la de bronze en els 200 metres braça. En el seu palmarès també destaquen una medalla de plata i dues de bronze al Campionat del Món de natació i sis medalles d'or als Jocs Asiàtics, tres el 1970 i tres més el Bangkok 1974. Es retirà en finalitzar els Jocs de Mont-real de 1976. Durant la seva carrera esportiva aconseguí dos rècords del món en els 100 metres braça.
Un cop retirat es graduà en comerç a la Universitat d'Hiroshima i va treballar com a executiu de Fujita Corporation, una empresa d'enginyeria i construcció d'edificis.
El 1987 fou incorporat a l'International Swimming Hall of Fame.